# Quai de Béthune
Pour les articles homonymes, voir Bethune.
Le quai de Béthune est un quai situé le long de la Seine sur l'île Saint-Louis dans le 4e arrondissement de Paris.

## Situation et accès
Le quai de Béthune longe la Seine sur un peu moins de 400 mètres entre les ponts de Sully (amont) et celui de la Tournelle (aval). Deux rues, orientées sud-nord, le rejoignent quasiment à angle droit : la rue de Bretonvilliers et la rue Poulletier.
Cette voie est bordée d'un côté par un trottoir arboré qui jouxte en surplomb la Seine et de l'autre par d'anciens hôtels particuliers datant du XVIIe siècle et figurant pour la plupart sur la liste des monuments historiques.
Comme le quai d'Orléans qu'il prolonge à l'orient, le quai de Béthune est un lieu résidentiel privilégié dans lequel habitent ou habitèrent de nombreuses personnalités, en particulier l'ancien président de la République, Georges Pompidou.

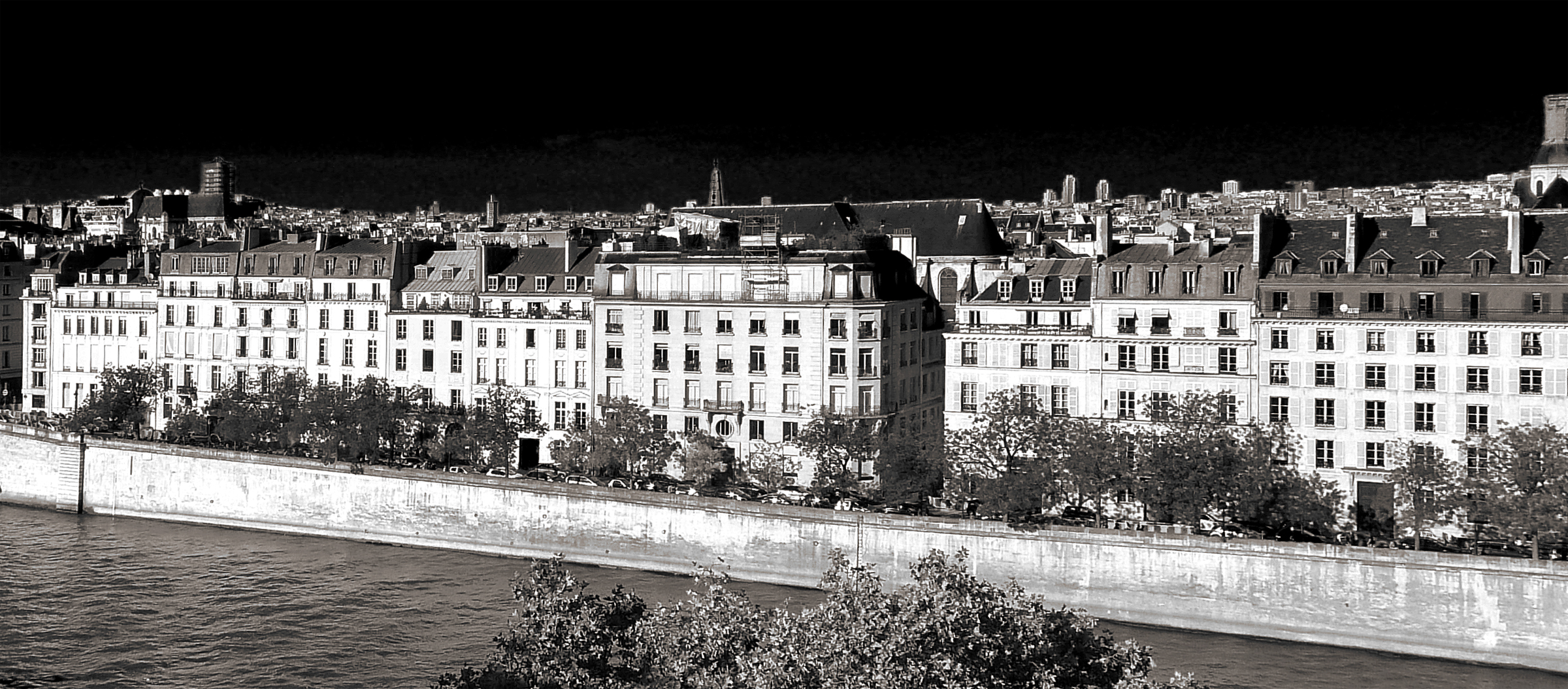
Quai de Béthune vu depuis l'Institut du monde arabe.

Ce site est desservi par la station de métro Sully - Morland.

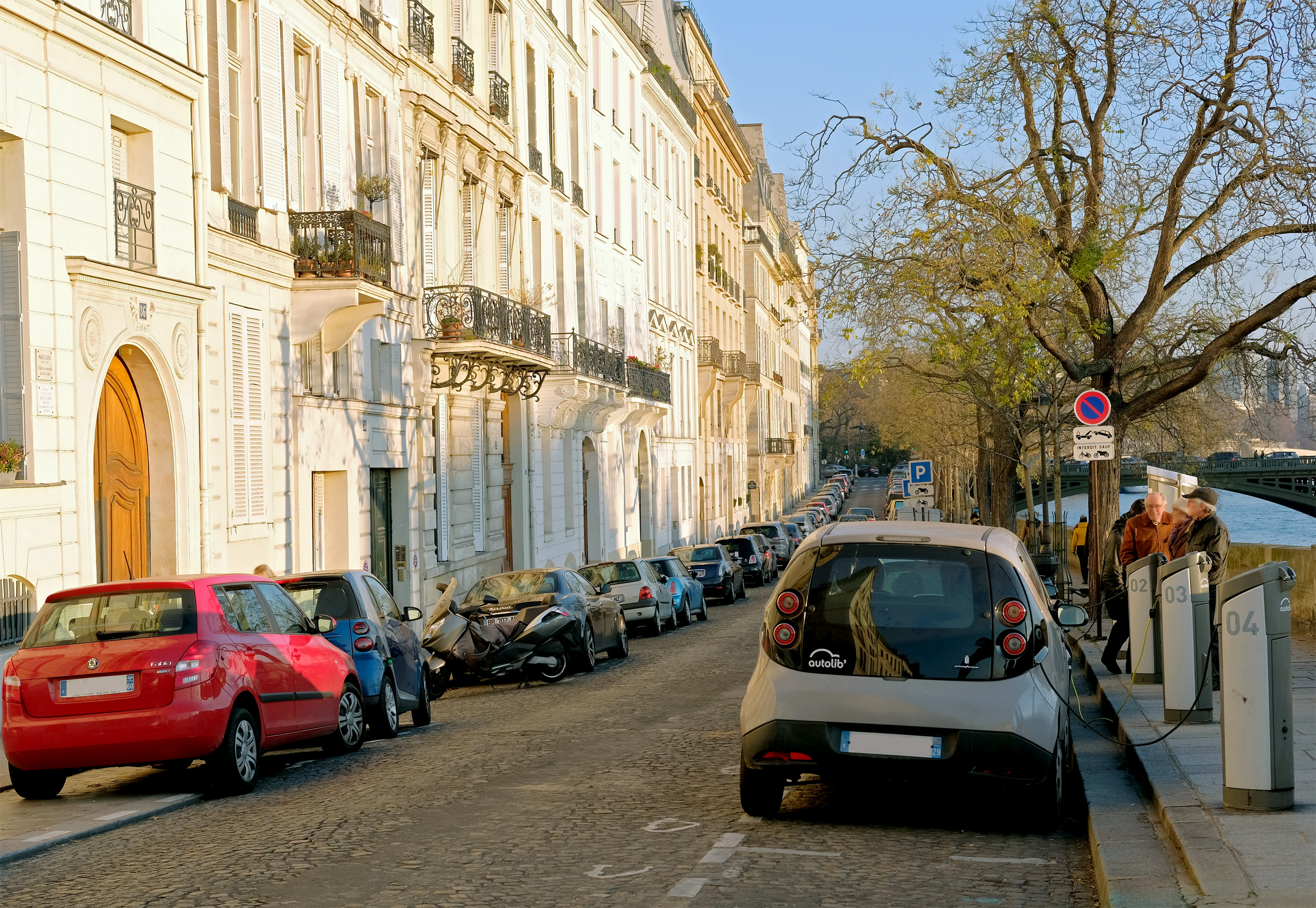
Quai de Béthune vu depuis le pont de la Tournelle.
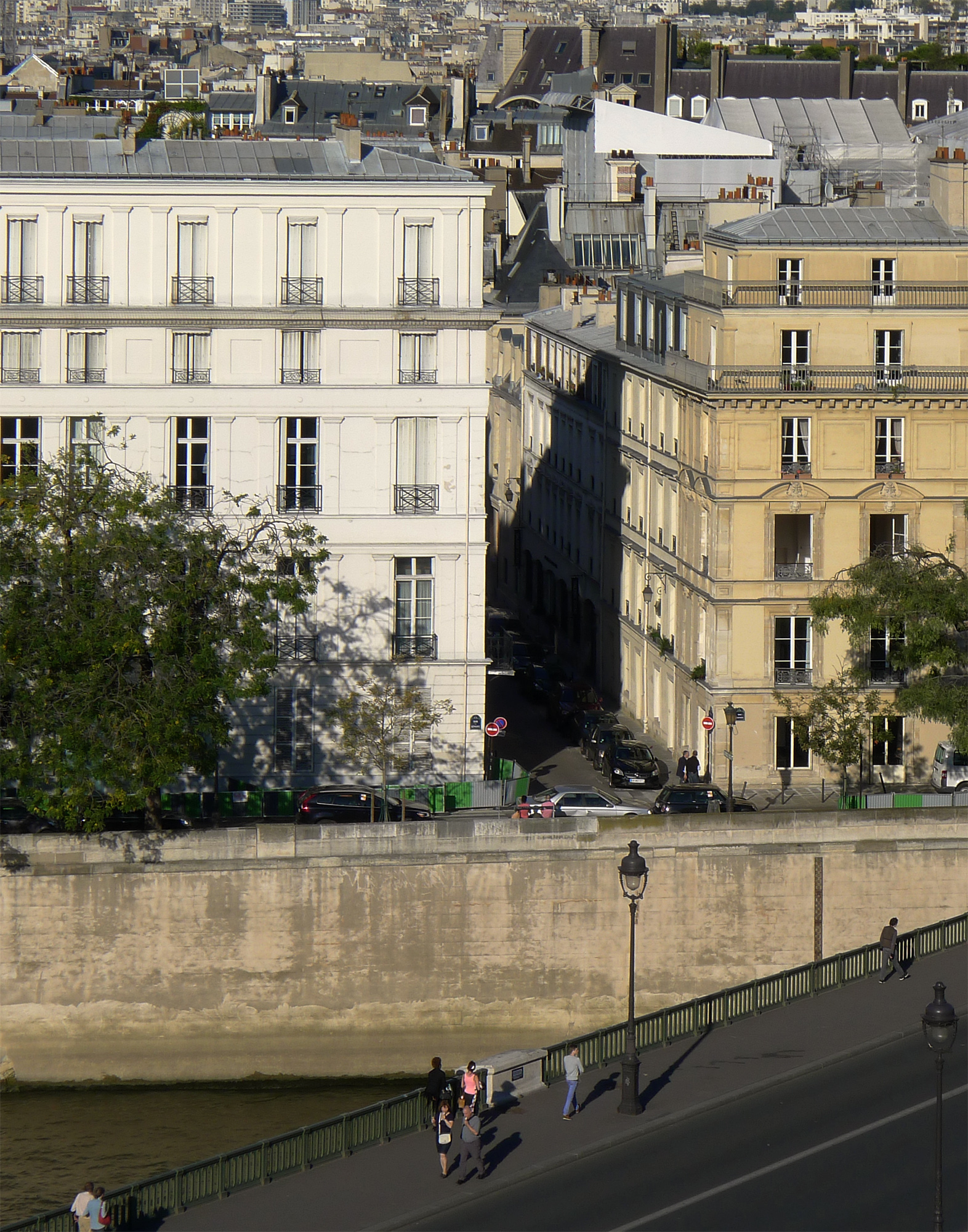
Quai de Béthune au niveau de la rue de Bretonvillers.
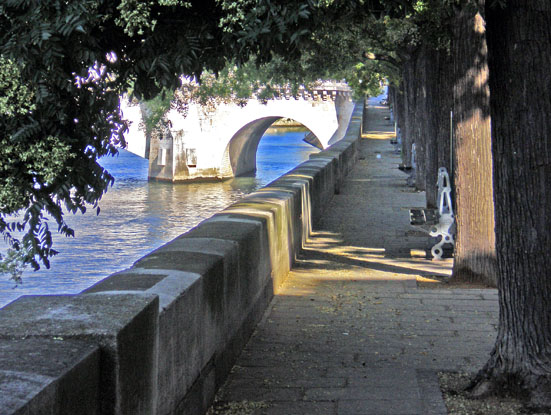
Quai de Béthune entre le pont de Sully et le pont de la Tournelle en arrière-plan (Paris 4e).
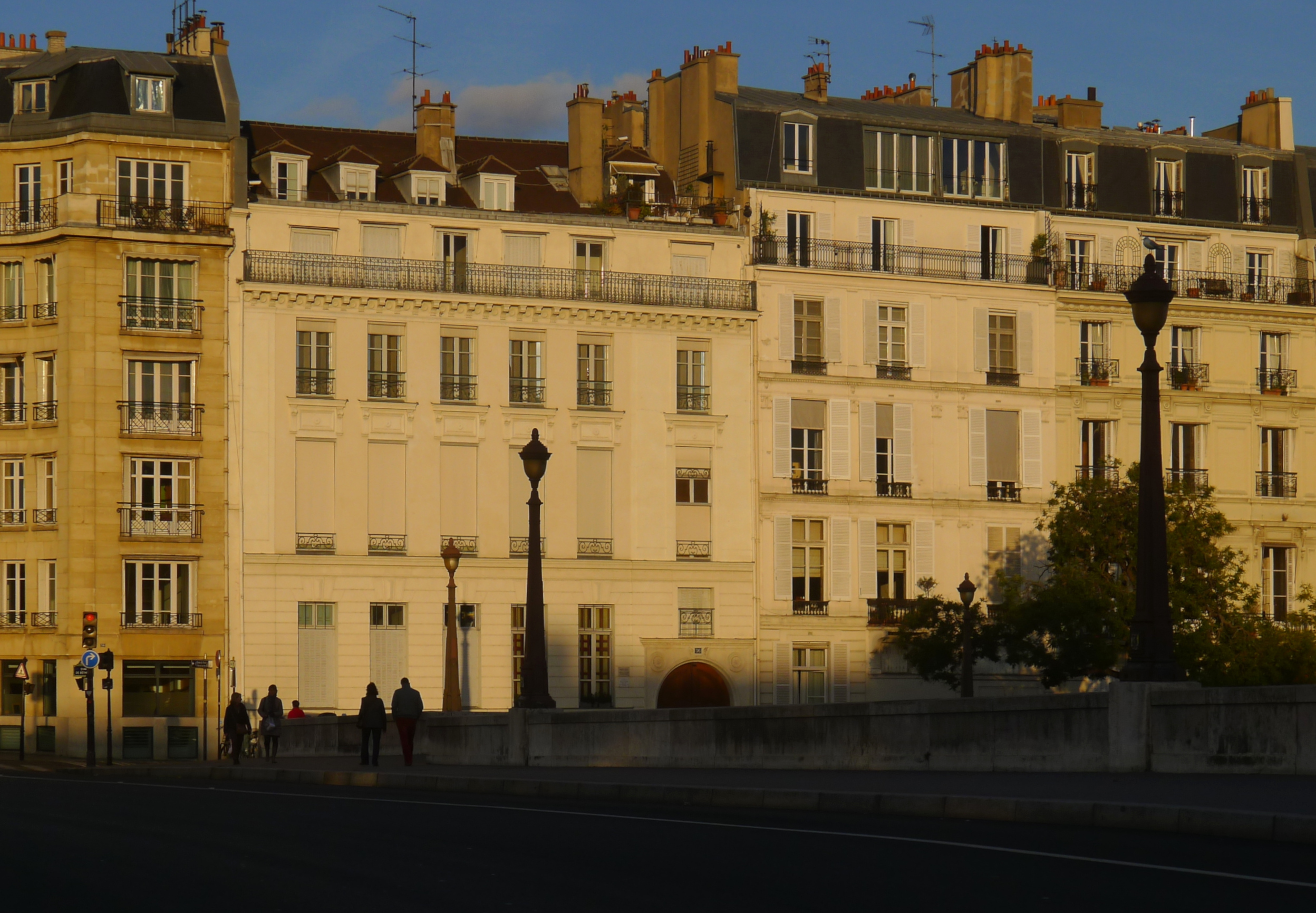
Quai de Béthune vu depuis le pont de la Tournelle.

## Origine du nom

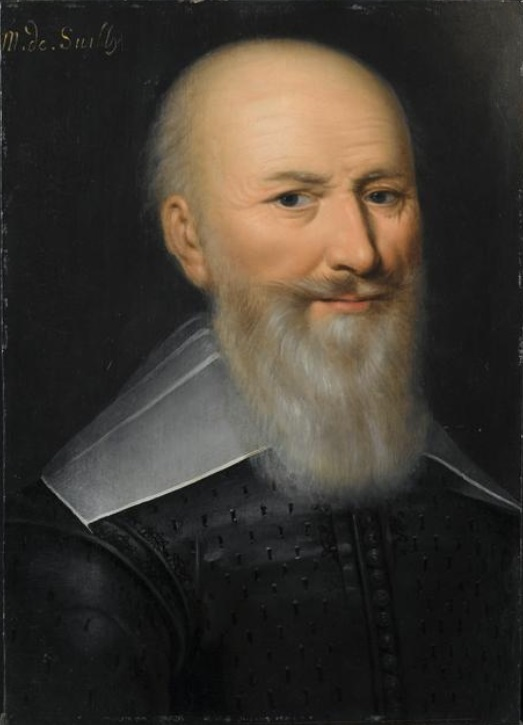
Maximilien de Béthune.

Ce quai porte le nom de Maximilien de Béthune, duc de Sully (1559-1641), ministre de Henri IV.

## Historique
Le quai a été construit de 1614 à 1646, et fut baptisé successivement « quai du Dauphin », « quai des Balcons » (en raison d'une proposition de Louis Le Vau qui suggérait que toutes les façades en bordure de Seine des hôtels de l'île soient ornées de balcons), et de « quai de la Liberté » (pendant la Révolution), pour finalement prendre le nom de « quai de Béthune ». Il ne possède pas de berges.

## Bâtiments remarquables et lieux de mémoire
- Les nos 2 à 12 et le square situé à la pointe amont de l'île : emplacement de l'ancien hôtel de Bretonvilliers, édifié de 1637 à 1640, sur les plans de Jean Androuet du Cerceau pour le comte Claude Le Ragois de Bretonvilliers, secrétaire au Conseil des Finances, et démoli en 1840. Tallemant des Réaux écrira que cette maison et son jardin constituaient l'ensemble au monde le mieux situé, après le sérail de Byzance.
- No 14 :

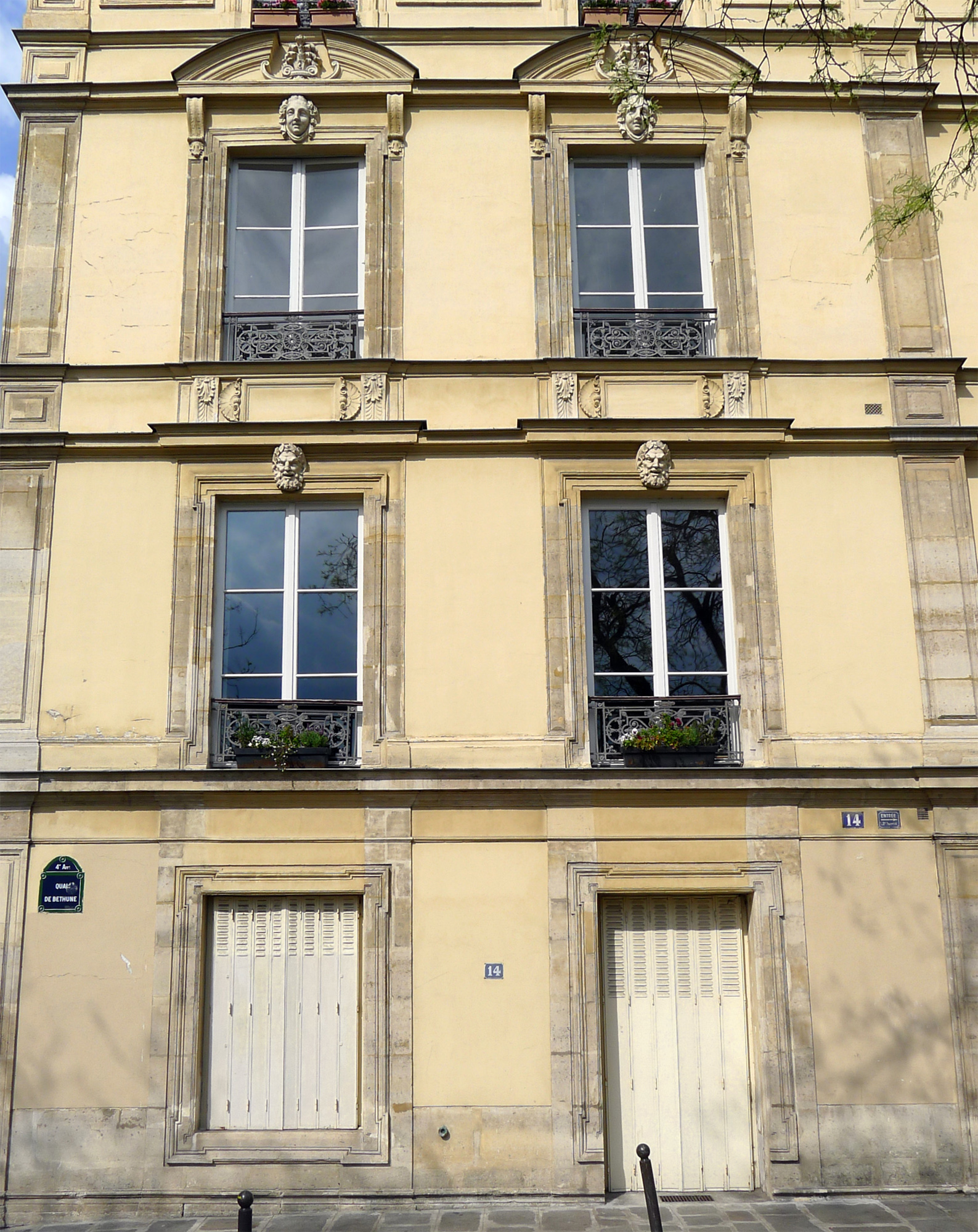
Façade du no 14.

- No 16 : ancien hôtel Rouillé de Meslay. Avant 1903, il appartenait à Mme Camille Lelong, née Laurentine-Françoise Bernage, 1840-1902), importante collectionneuse d'objets d'art[3]. L'immeuble possède une entrée au 1 rue de Bretonvilliers.
- No 18 : hôtel de Comans d'Astry ou « hôtel de Richelieu », parfois attribué à Louis II Le Vau ou à Pierre Le Muet,  Inscrit MH (1926) et  Inscrit MH (1999) (porte sur rue, façades sur cour et sur rue, grand vestibule). Le portail sur rue est de style Louis XVI. En 1643, il est acheté par Thomas de Comans, maître d'hôtel du Roi[4]. Il devient en 1729 la résidence du duc de Richelieu, Louis François Armand de Vignerot du Plessis, petit-neveu du cardinal de Richelieu. L'écrivain Francis Carcopino, dit Francis Carco, a vécu à cette adresse de 1948 à sa mort en 1958[5].
- Nos 20 et 22 : hôtels Le Febvre de la Barre et Lefebvre de la Malmaison. Leurs terrains furent acquis en 1643 et 1644 par les deux frères Antoine Le Febvre de La Barre, conseiller au Parlement de Paris, et François Le Febvre de la Malmaison, maître des comptes, puis séparés entre eux pour s'y construire chacun un hôtel [6]. Antoine Le Febvre de la Barre fait construire vers 1659 l'hôtel qui porte aujourd'hui le n° 20 et son frère, François Le Febvre de la Malmaison, vers 1656, l'hôtel qui porte aujourd'hui le n° 22[7]. Les deux hôtels présentent un modèle similaire, tout en différant dans les détails [8]. Les deux portes cochères sont divisées par un bandeau sur les battants inégaux de celles-ci. Elles sont ornées de bois en damier et revêtues de gros clous à tête ronde. Une chimère aux ailes déployées surplombe celles-ci. Cour commune avec le no 22. Charles Baudelaire demeura au no 22 de mars 1842 à juin 1843[réf. nécessaire].

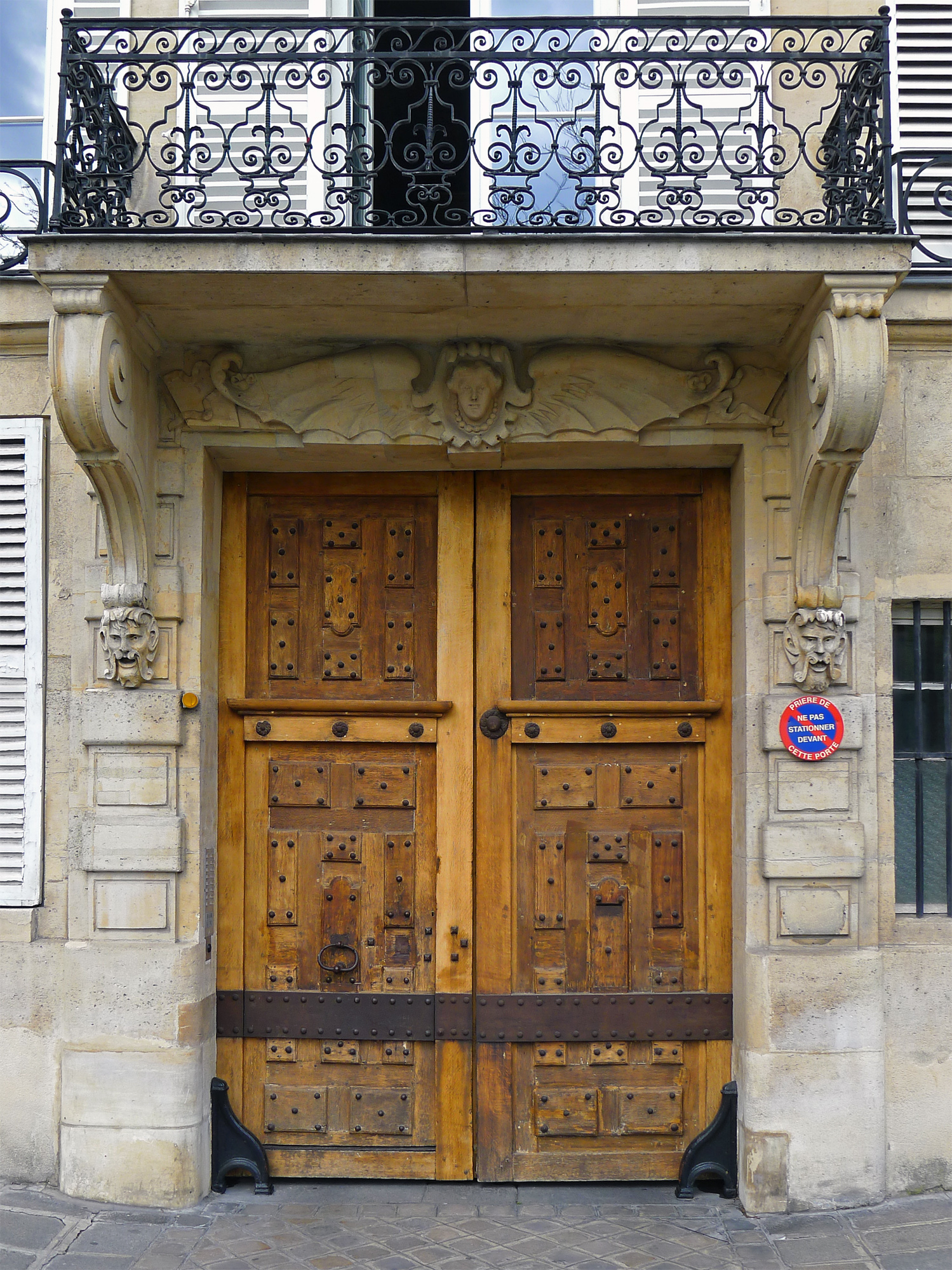
Porte du no 20.
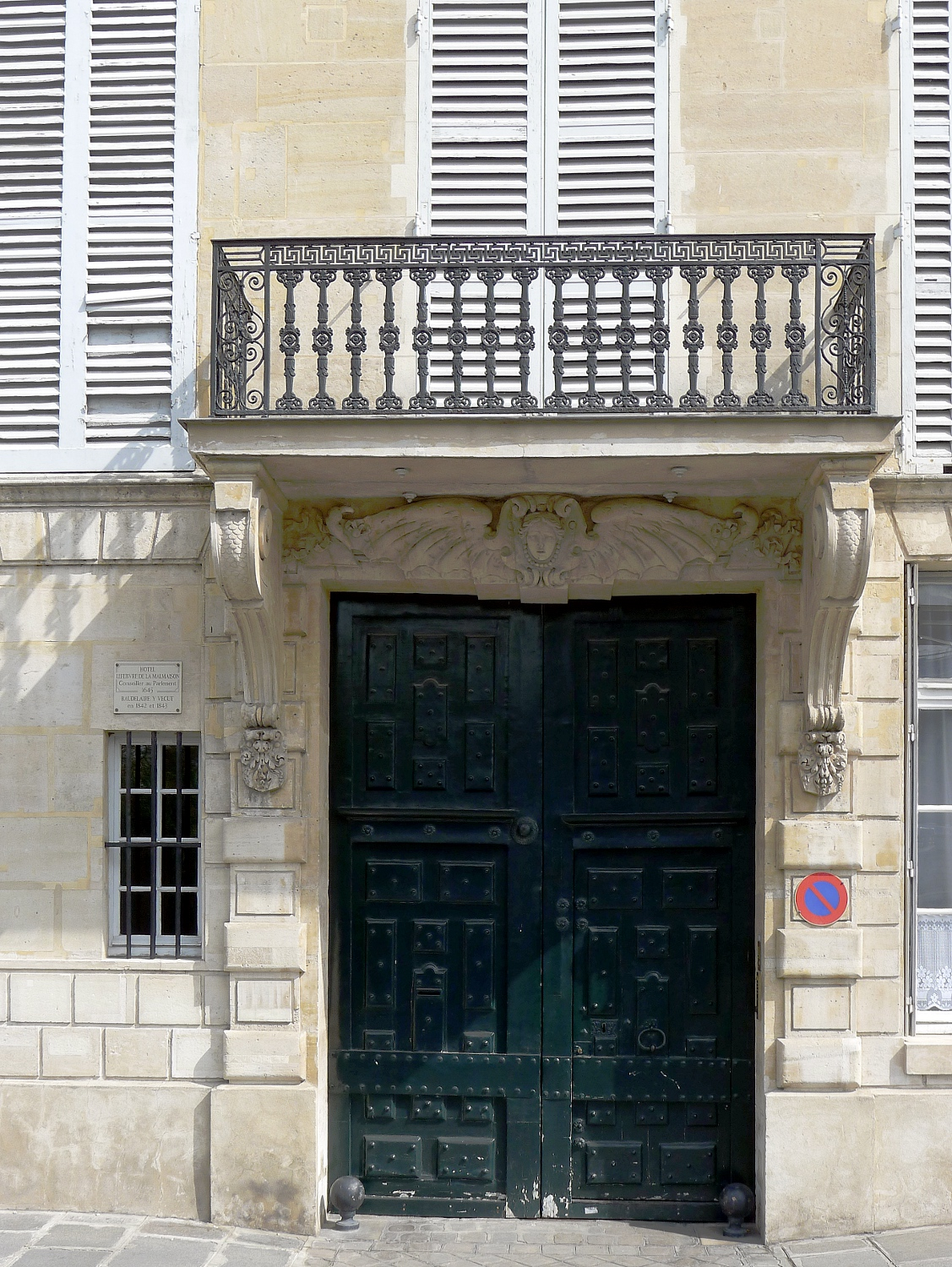
Porte du no 22.

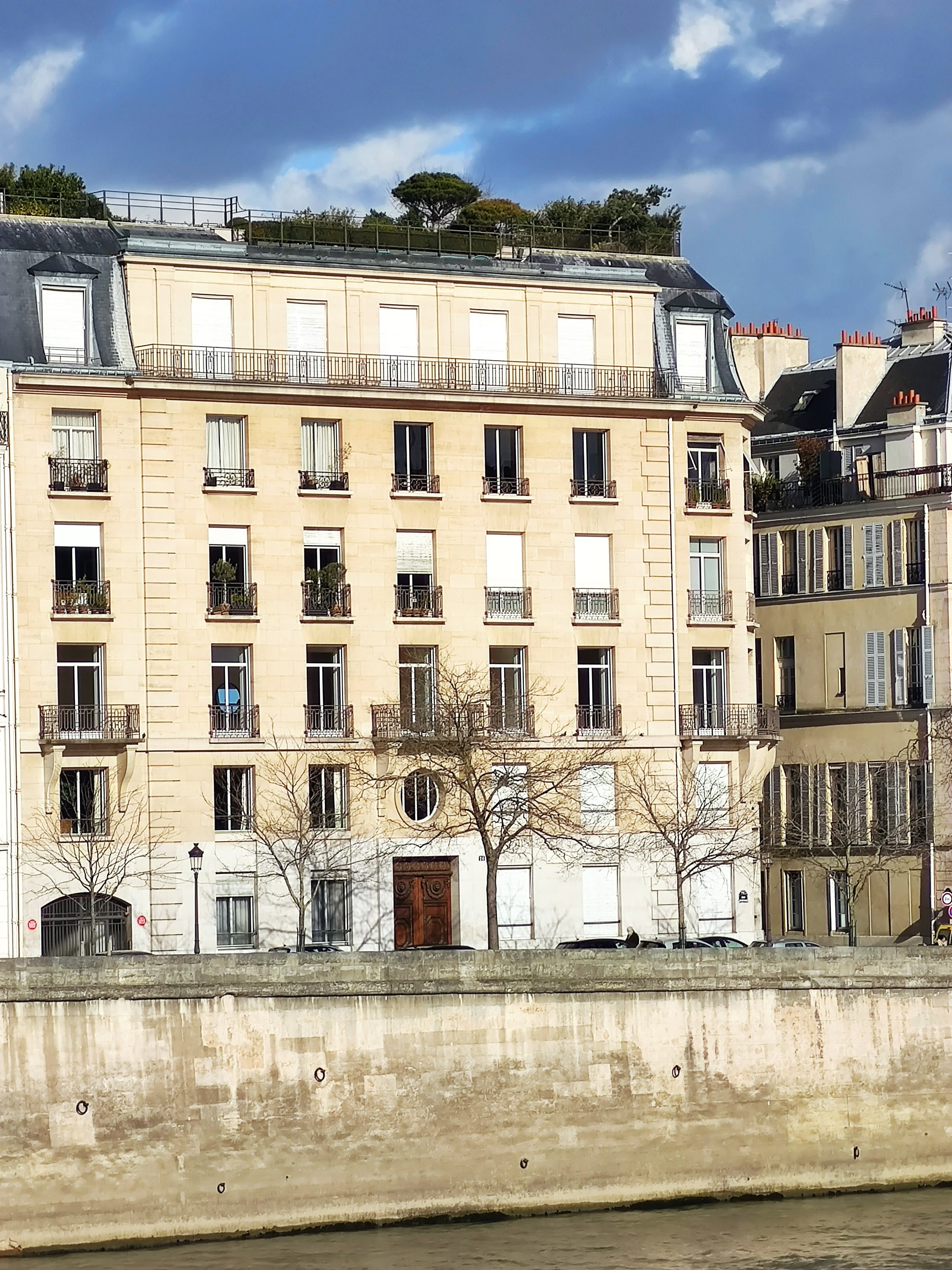
24, quai de Béthune, Paris.

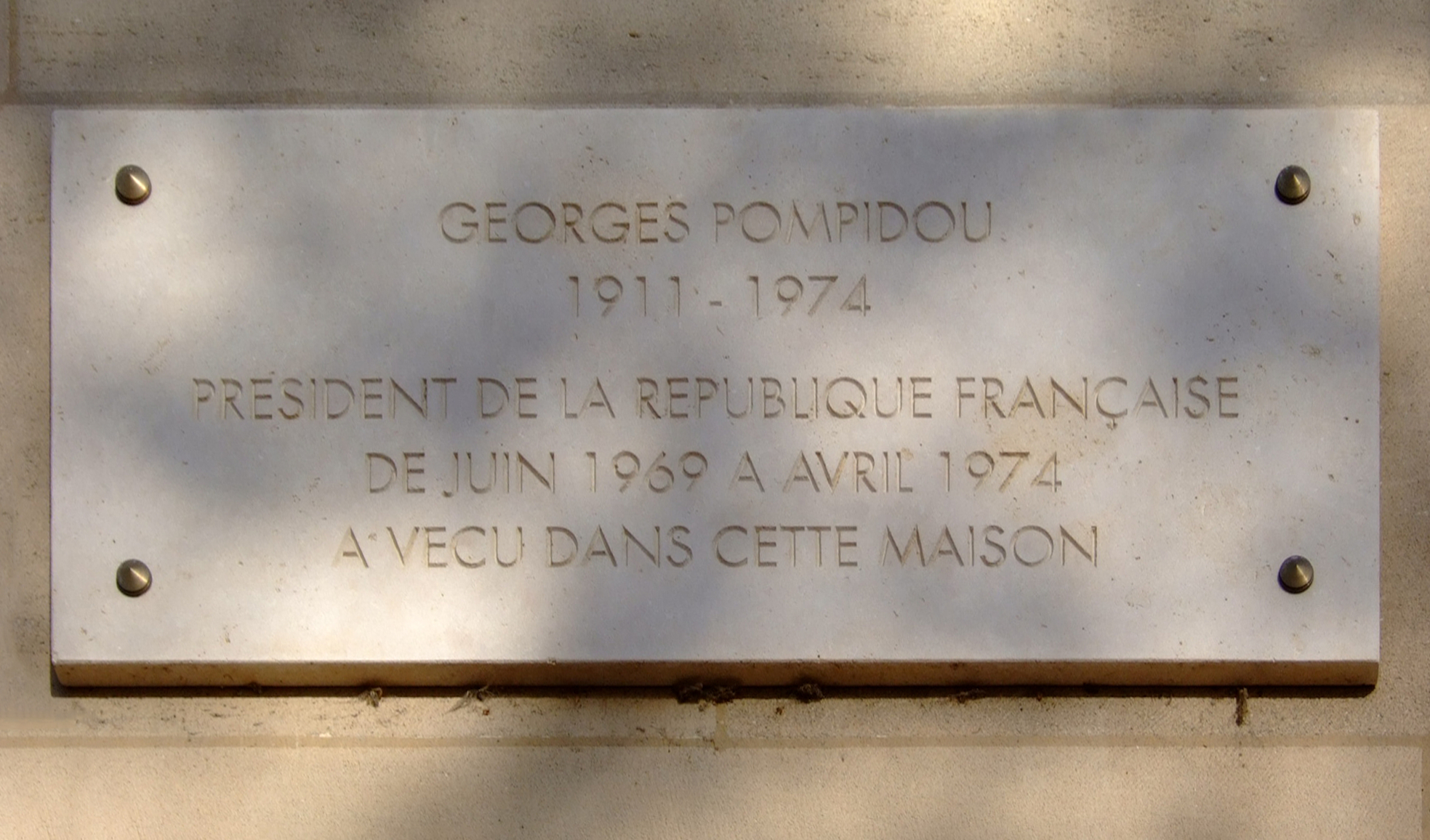
Plaque au no 24.

- No 24 : immeuble construit par l'architecte M. L. Sue, signé en façade. Derniers vestiges de l’ancien hôtel d'Hesselin élevé du début de l'été 1640 et celui de 1642[9] par Le Vau pour Louis Hesselin, maître de la Chambre aux deniers, intendant des Plaisirs du roi et ordonnateur des ballets de la Cour avec, en particulier, le portail, dont les panneaux sont sculptés par Étienne le Hongre de deux têtes de bélier. Son successeur est en 1669, François Molé, seigneur de Charonne, conseiller du roi, abbé de l'abbaye Sainte-Croix de Bordeaux. Il revendit en 1719 à Monerat, lequel revendit en 1787 à d'Ambrun de Moûtalets, intendant d'Auvergne. Acheté ensuite par Brochant dont la veuve eut pour héritier Jean Michel Le Chanteur, conseiller au Parlement de Paris[n 1]. Elle fit élever l'immeuble de deux étages et compta parmi ses locataires un nonce du pape et Loquet, maire de l'arrondissement. Bien que partiellement classé aux monuments historiques, il fut détruit en juin 1934 à la demande de l'industrielle des cosmétiques Helena Rubinstein et sera remplacé par un nouvel immeuble dessiné par Louis Süe. Le couple Fernand de Brinon et Lisette de Brinon, née Franck, y habitèrent peu après l'achèvement de l'immeuble[10]. Le président de la République Georges Pompidou et son épouse Claude y habitèrent[11],[12] à partir de juin 1969[13] et y moururent. Le comédien Louis de Funès y posséda un appartement[14]. L'homme de lettres Claude Mauriac, fils de François Mauriac, y demeura jusqu'à sa mort[15]. Le portail d’Étienne le Hongre est le seul vestige (visible) de l’ancien hôtel[16].
- No 26 : hôtel Nicolas Sainctot, ou hôtel de Binanville au XVIIIe siècle construit par Louis Le Vau à partir de 1640, pour Nicolas Sainctot, maître d'hôtel du Roi et introducteur des Ambassadeurs[17]. Perducet, marchand de vin, puis banquier, adjoint au maire d'arrondissement, en fit l'acquisition de Mme Dufour de Villeneuve, la maison étant en ruine. Il fut restauré en 1839. Elle a appartenu à Gilet, banquier à la fin du XIXe siècle.

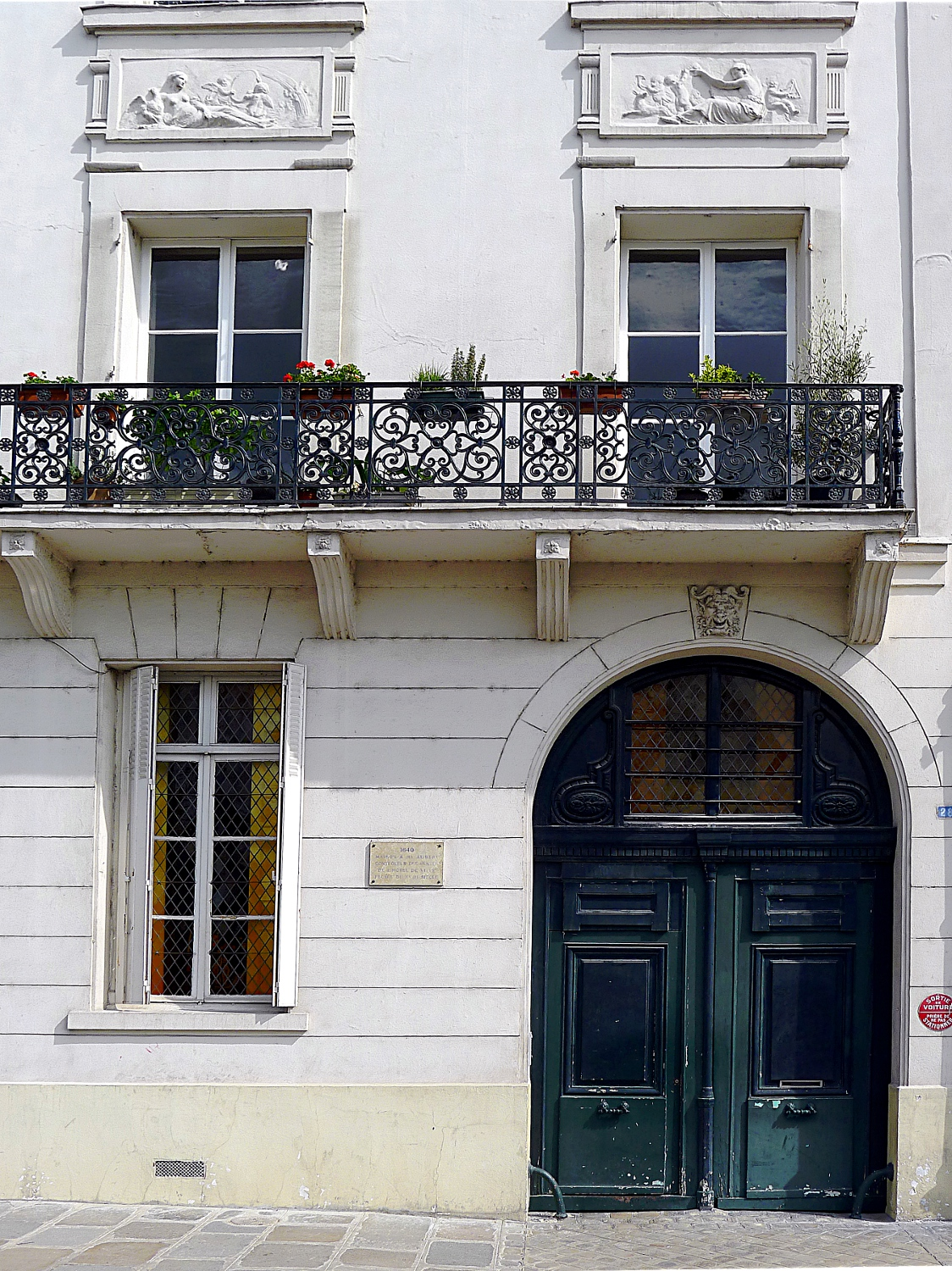
No 28 : hôtel Claude Aubert-Perrot avec deux des trois bas-reliefs.

- No 28 : hôtel Claude Aubert-Perrot, construit par Louis Le Vau père et Louis Le Vau, entre 1640 et 1643. Claude Aubert était contrôleur des rentes de l'hôtel de ville. Bâtiment restauré en 1770 pour le nouveau propriétaire Pierre Perrot, président de la Cour des Comptes. De cette période datent les trois bas-reliefs représentant les allégories de La Sculpture, La Peinture et de La Musique.
- No 30 : hôtel Potard, édifié par Louis Le Vau père de 1640 à 1641 pour Louis Potard, commissaire des Guerres. Décoré de mascarons, guirlandes et instruments de musique sculptés sur la façade au-dessus des ouvertures au XVIIIe siècle. Le dernier étage et les combles furent rajoutés plus tard. Six consoles de pierre à rouleaux décorés soutiennent le balcon du premier étage. La porte cochère est surmontée par un masque féminin encadré de feuillage et ouvre sur un vestibule communiquant à la cour. Monsieur Tiercelin en est propriétaire en 1875 et, avant lui, le frère du ministre Turgot, ainsi que Martin Le Roy, sieur de Gomberville et du Parc aux chevaux, secrétaire du Roi et romancier, marguillier de Saint-Louis-en-l'Île. Cet hôtel particulier fait l'objet d'un arrêt préfectoral de péril d'immeuble en date du 18 décembre 2008.
- No 32 : hôtel Gruyn de Bordes, construit par Le Vau, père et fils, de 1640 à 1642 pour Philippe de Gruyn, receveur des finances à Alençon. Le grand balcon est porté par six consoles métalliques[17]. En 1875, les nos 32, 34 et 36 appartiennent aux mêmes propriétaires, messieurs Carpentier et Monvoisin et madame la marquise du Sandat.[réf. nécessaire]
- No 34 : hôtel Gontaut Biron, construit dans les années 1640[17] (de 1640 à 1642[réf. nécessaire] ?) pour Simon Huguet, procureur aux comptes. Dans la cour, un corps de bâtiment avec un escalier conduit aux appartements qu'occupaient les deux sœurs Élisabeth de la Rochefoucault et Françoise Biron.[réf. nécessaire] L'hôtel porte le nom de Louis Antoine de Gontaut, duc de Biron, propriétaire dans la première moitié du XVIIIe siècle. Deux corps de logis, l'un face au quai, le second au fond de la parcelle. Bel escalier en bois à balustres carrés avec une cage décorée en trompe-l'œil[17].

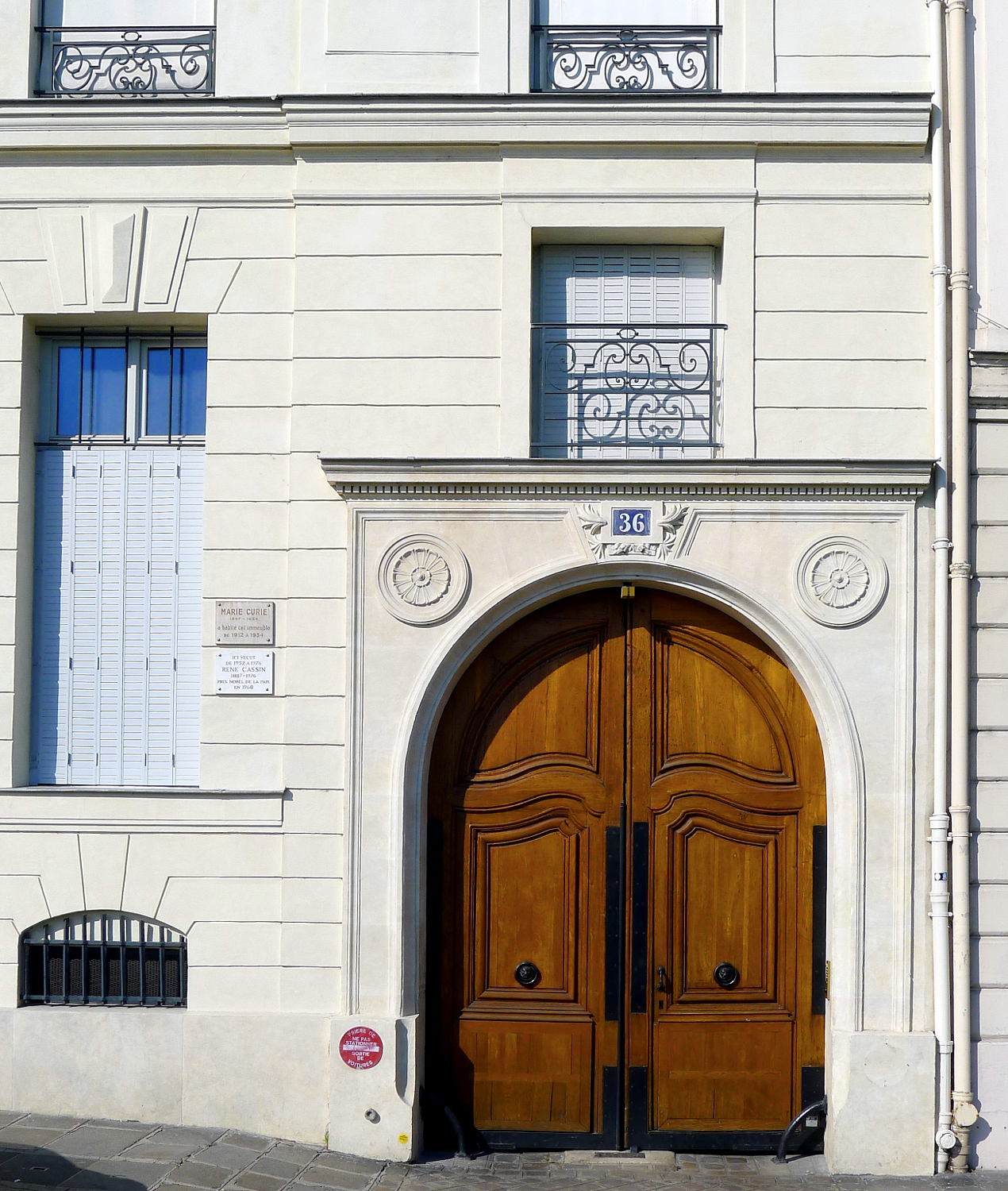
No 36 : hôtel où habitèrent Marie Curie, puis René Cassin.

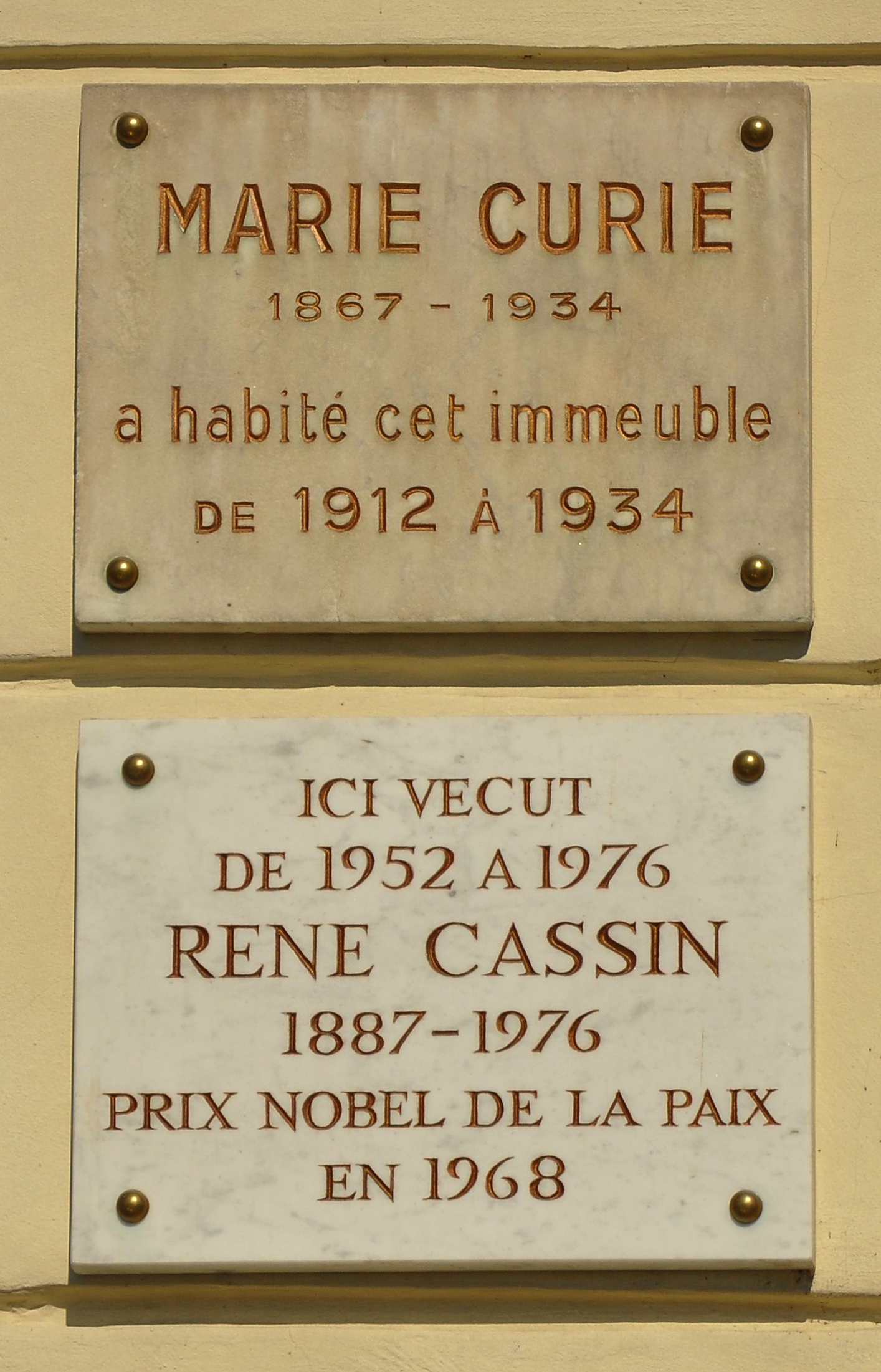
Plaques en hommage à Marie Curie et René Cassin.

- Nos 26 à 36 : hôtels construits de 1639 à 1640.
- No 36 : hôtel de Pierre Viole, construit de 1640 à 1642 pour Pierre Violle, président aux enquêtes à partir du 1er février 1642. Il y eut dans cet hôtel beaucoup d'activités pendant la Fronde. Le propriétaire fut exilé comme meneur de la révolte. En 1661, la famille Violle vend le bâtiment à Pierre Forest, maître d'hôtel et premier valet de chambre du Roi. Il reste dans cette famille jusqu'en 1762. Il est acheté cette année-là par Pierre Thomas Perrot, conseiller du Roi qui le cède à ses neveux en 1770. Resté inhabité pendant de nombreuses années, il subit des restaurations au XVIIIe siècle par Gailleton, propriétaire, et au XIXe siècle par Jules Jaluzot, propriétaire, fondateur des magasins du Printemps. Il ne reste plus de l'époque de sa construction qu'un escalier tournant. Y résidèrent de 1912 à 1934 Marie Curie[17], et René Cassin de 1952 à 1976, comme le signalent des plaques en façade.
- No 38 : haute maison percée de petites fenêtres, propriété de M. Beuron, marchand de bois en 1875, l'ensemble des lieux ayant appartenu à Lambert de Thorigny (architecte Louis Süe, 1937)[18].

## Au cinéma
Le quai apparaît au début du film de Philippe de Broca L'Homme de Rio (1964) : l'appartement où vit Agnès (Françoise Dorleac), où Adrien (Jean-Paul Belmondo) vient la rejoindre, se trouve au rez-de-chaussée de l'immeuble à l'angle de la rue de Bretonvilliers et du 16, quai de Béthune. Adrien vole une moto de la police devant le no 16 pour tenter de rattraper la voiture des ravisseurs d'Agnès qui s'enfuient par le pont de Sully.